# Håkon II.
Håkon Sigurdsson Herdebrei (= Breitschulter) (* 1147; † 7. Juli 1162) war von 1159 bis zu seinem Tode 1162 König von Norwegen. Er wurde nur 15 Jahre alt.

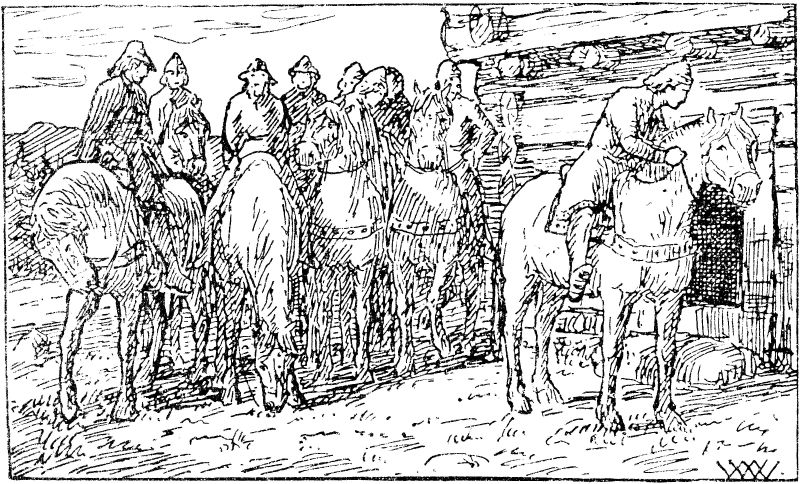
Sigurd Munn reitet an einem Hof vorbei, hört eine Magd singen, und kurz darauf ist Håkon Herdebrei gezeugt.

Die Informationen über ihn entstammen der Heimskringla des Snorri Sturluson.
Håkon war der uneheliche Sohn von Sigurd Munn mit einer Magd. Nachdem sein Vater Sigurd und dessen Bruder Øystein Haraldsson vom dritten Bruder Inge Krogrygg umgebracht worden waren, scharten sich die Anhänger der beiden Ermordeten um den jungen Håkon. 1157 wurde er zunächst zum König gewählt und 1159 auf dem Øyrathing 12-jährig zum König ausgerufen. Das Zentrum dieser Anhänger lag in Trøndelag, in den Opplanden und östlich von Oslo. Diese Gruppe setzte den Kampf gegen Inge Krogrygg unter der Leitung von Sigurd Håvardsson fort. Es waren zum größten Teil Leute aus Familien ohne Ansehen sowie Gesetzlose und Kleinbauern aus den grenznahen Gebieten. Als sie von Trøndelag nach Süden zogen, heerten und brandschatzten sie zunächst in Møre. Einige Ortschaften organisierten spontanen Widerstand gegen Håkons Räuberbanden.
König Inge Krogrygg hatte sein Machtzentrum in Vestland und im Oslofjord. Er selbst führte sein Heer nicht an, denn er konnte auf Grund seiner Verkrüppelung kaum gehen. Aber er hatte zwei Heerführer: den impulsiven Gregorius Dagsson und taktisch erfahrenen Erling Skakke. Eigentlich war sein Heer dem des Håkon überlegen, aber die beiden Heerführer zerstritten sich 1160 über die rechte Strategie gegen Håkon. Es kam sogar zu einer bewaffneten Auseinandersetzung, aber Inge konnte den Streit zunächst schlichten. Aber nur Gregorius folgte dem König nach Osten, Erling blieb zurück. In einer Schlacht in Ranrike ging Gregorius gegen den Rat über ein zugefrorenes Gewässer, brach ein und wurde von einem Pfeil tödlich getroffen. Kurze Zeit darauf übernahm Inge selbst das Kommando über das Heer. Aber unerfahren wie er war, wurde er getötet.
Nun war gegen alle Widerstände der junge Håkon Herdebrei als Sieger der einzig überlebende Königssohn. Alle übrigen Kronprätendenten, jüngere uneheliche Söhne seines Vaters, waren in seiner Anhängerschaft. Ihm wurde auf dem Øyrathing als König gehuldigt und Sigurd Håvardsson zum Jarl erhoben.
Ein Jahr später sammelte sich die Anhängerschaft von Inge Krogrygg und Gregorius um Erling Skakke zum Widerstand. Er verfügte mindestens über so viel Macht wie Håkon, wenn nicht über mehr. Jedoch fehlte ihm die Herrschaftslegitimation. Aber er hatte einen Sohn Magnus Erlingsson, der über seine Ehefrau Kristin, das einzige eheliche Kind König Sigurd Jórsalafaris, königsfähig war. Da sowohl die Mutter als auch Magnus ehelich geboren waren, stützte die Kirche Magnus. So wurde Magnus 5-jährig 1161 in Bergen als König gehuldigt. Anschließend zog Erling Skakke nach Dänemark, um zu seiner Unterstützung die Hilfe von König Waldemar zu erhalten.

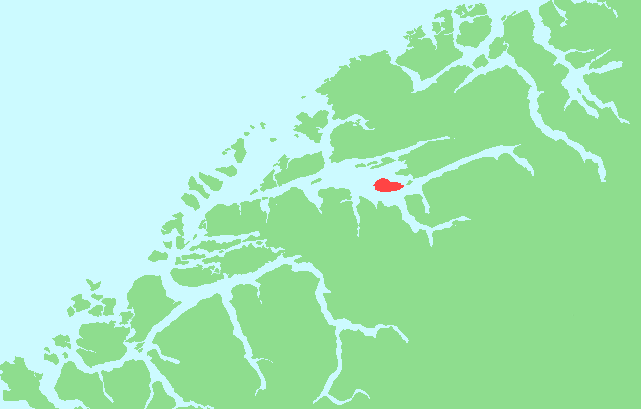
Die Insel Sekken

Im nächsten Sommer zog er mit großer Streitmacht nach Norden. Darauf gaben Håkon und Sigurd den Oslofjord auf und zogen auf dem Landweg nach Trøndelag. Im nächsten Frühjahr boten sie den Leidang auf und fuhren mit der Flotte nach Süden. In der Nähe des Marktfleckens Veøya auf der gleichnamigen Insel im Romsdalsfjord, machten sie einen Zwischenhalt. Dort wurde Håkon von Erling Skakke überrascht. Håkon und seine Gefolgsleute flohen panikartig in ihre Schiffe und fuhren in den Fjord zur Insel Sekken. Dort entstand ein ungeordneter Kampf. Aus irgendeinem Grund geriet Håkon auf ein falsches Schiff, und in der entstandenen Verwirrung wurde er getötet.
Erling Skakke blieb Sieger und zog nach Trøndelag, wo seinem Sohn auf dem Øyrathing als König gehuldigt wurde. Håkons Leichnam wurde zunächst in Romsdal bestattet. Später kam sein angeblicher Bruder König Sverre und holte seinen Leichnam nach Nidaros, wo er ihn in einem Steinsarkophag an der Südseite des Chores im Dom beisetzte.
In neuerer Zeit wurden Steinmale auf Sekken und Veøy zur Erinnerung an diese Schlacht gesetzt.